# Marco Mellino
Marco Mellino (Canale, 3 augustus 1966) is een Italiaans geestelijke en bisschop van de Rooms-Katholieke Kerk.
Op 29 juni 1991 werd hij priester gewijd door de bisschop van Alba, Giulio Nicolini. Op 27 oktober 2018 benoemde paus Franciscus hem tot titulair bisschop van Cresima en tot adjunct-secretaris van de Raad van Kardinalen. Hij ontving de bisschopswijding op 15 december 2018 van kardinaal-staatssecretaris Pietro Parolin. Concelebranten waren bisschop van Alba, Marco Brunetti en bisschop van Albano Marcello Semeraro. Op 15 oktober 2020 benoemde paus Franciscus hem tot secretaris van de Raad van Kardinalen, als opvolger van Marcello Semeraro.
- International Standard Name Identifier: 0000 0001 1782 9083
- Library of Congress Control Number: n2007013275
- Istituto Centrale per il Catalogo Unico: RMLV063007
- Virtual International Authority File: 161708186
- WorldCat: E39PBJcGhbXGvf7XpdKhpWjcT3